# Unzué
Unzué település Spanyolországban, Navarra autonóm közösségben. Unzué Tiebas-Muruarte de Reta, Valle de Elorz / Elortzibar, Monreal-Elo, Olóriz, Barásoain és Biurrun-Olcoz községekkel határos. Lakosainak száma 165 fő (2024).

## Népesség
A település népessége az elmúlt években az alábbi módon változott:
| Lakosok száma | 131  | 139  | 137  | 134  | 142  | 127  | 129  | 144  | 160  | 165  |
|               | 2001 | 2004 | 2006 | 2009 | 2011 | 2014 | 2016 | 2019 | 2021 | 2024 |